# 八彩球斯诺克

八彩球斯诺克的初始台面

八彩球斯诺克，也称斯诺克Plus（Snooker plus）是在传统的斯诺克台球基础上再增加一颗橙色球（8分）和一颗紫色球（10分）而衍生出的新的斯诺克打法。在1950年代由斯诺克台球的传奇人物乔·戴维斯发明。
当时，斯诺克台球正在处于低潮。在增加两个彩色球之后，彩球数由六颗增加为八颗，对手不犯规罚分的情况下的单杆满分将由147分提高到210分。乔·戴维斯希望能藉此吸引更多的观众。
斯诺克Plus被正式介绍给公众是在1959年10月26日举行的一项重要的斯诺克赛事上，但效果似乎并不理想。之后，斯诺克Plus并没有流行开来。而后来斯诺克的复兴还是因为彩色电视的兴起。

## 参看
- 斯诺克
- 滿分桿
- 乔·戴维斯